# Jardín Japonés de Santiago
El Jardín Japonés de Santiago (日本庭園サンティアゴ Nihon teien Santiago?) es un jardín japonés tradicional que se encuentra ubicado en la comuna de Providencia, en la ciudad de Santiago, Chile. Forma parte del Parque Metropolitano de Santiago por una de las subidas al Cerro San Cristóbal, siendo su principal acceso por el sector de Pedro de Valdivia Norte, cerca a la estación del Metro Pedro de Valdivia.

## Historia

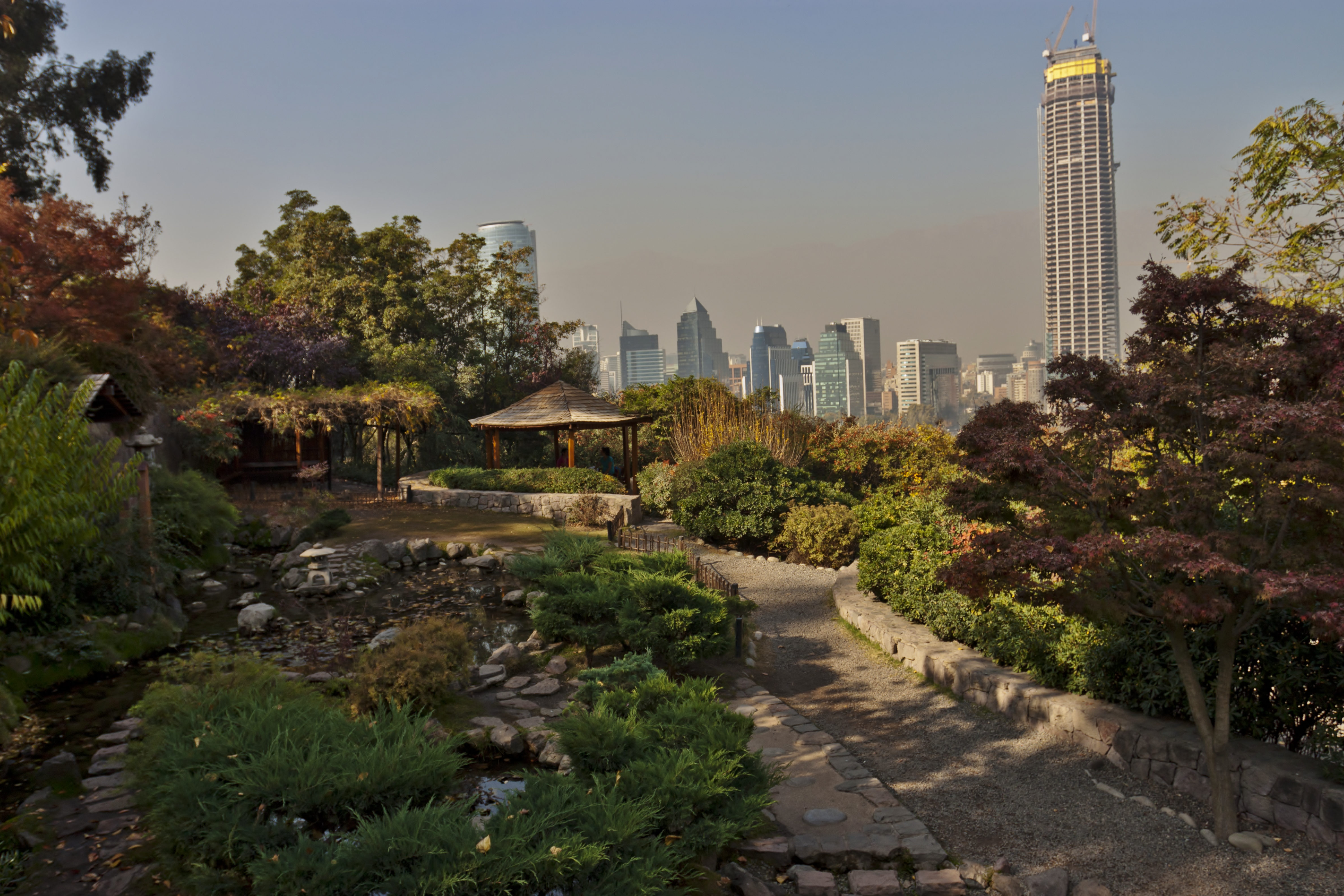
El jardín en 2011.

Fue diseñado por el arquitecto Tadashi Asahi y construido en 1978, siendo reinaugurado por el Príncipe y la Princesa Hitachi el 24 de septiembre de 1997. El jardín ha tenido dos procesos importantes de remodelación. La primera obra de renovación fue encabezada por el ingeniero agrónomo Alexis Vidal, la cual fue financiada por la Cámara Chileno-Japonesa de Comercio, con motivo de la celebración de los 100 años de las relaciones chileno-niponas;mientras que la segunda se ejecutó entre 2017 y 2019 por el paisajista Juan Manuel Gálvez.

## Componentes

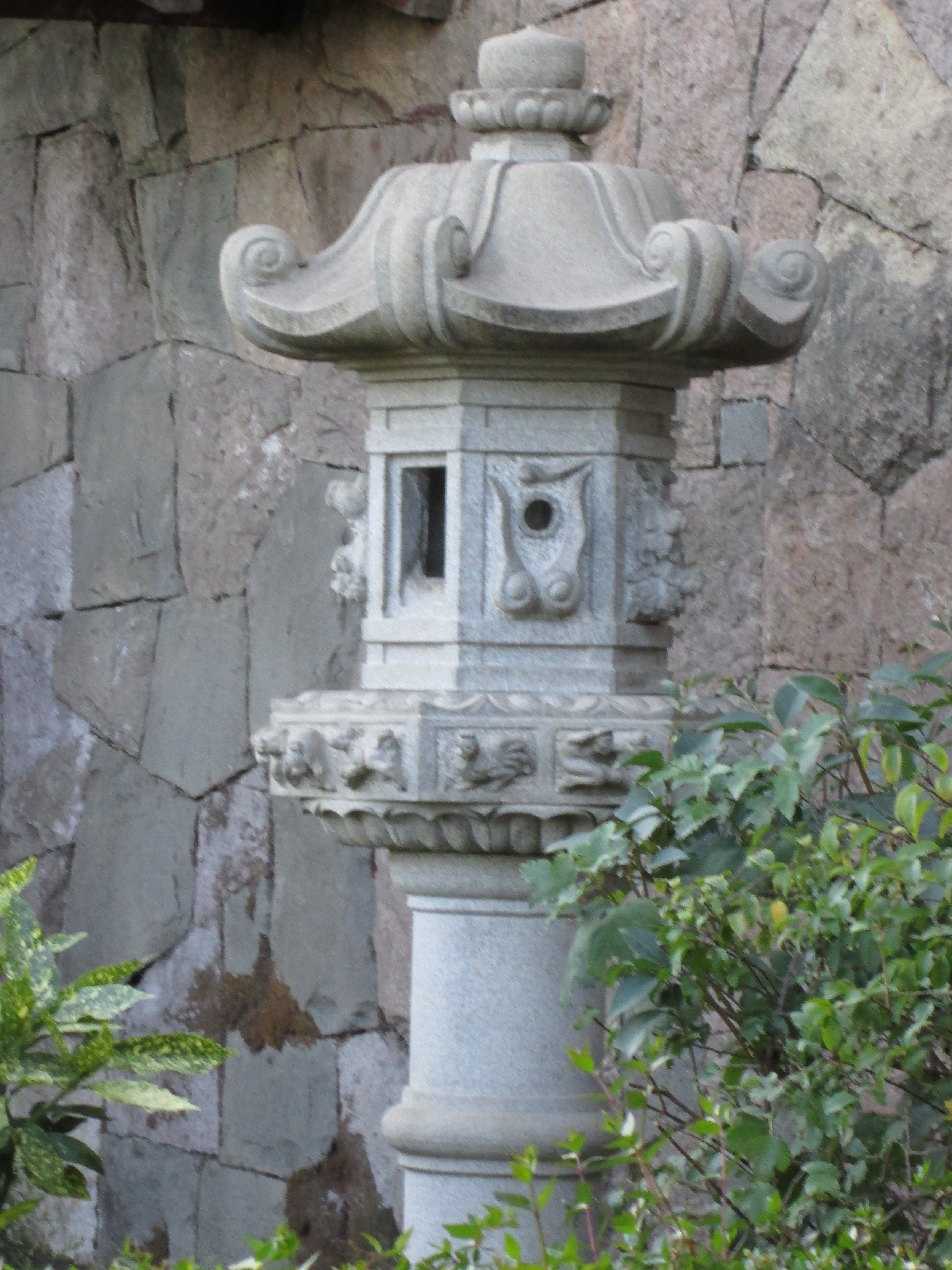
Farol Yukimi ubicado dentro del recinto.

En una extensión de 3600 m² iniciales, los cuales fueron ampliados a 4500 m² en 2019, cuenta con un gran estanque central que tiene un molino de agua, al costado una pérgola de madera al estilo arquitectónico japonés, una pared hecha de bambú y decoraciones diversas del arte japonés por todo el recinto, entre los que se distinguen los faroles de piedra «yukimi». Posee además un mirador desde donde se puede observar el sector financiero de Sanhattan, resaltando de fondo la Gran Torre Santiago del Costanera Center.
Dentro de la flora presente en el parque destacan las flores de loto, azaleas, arces japoneses y cerezos.